# Sains-lès-Fressin
Sains-lès-Fressin település Franciaországban, Pas-de-Calais megyében. Lakosainak száma 152 fő (2022. január 1.). Sains-lès-Fressin Créquy, Fressin, Planques, Royon és Torcy községekkel határos.

## Népesség
A település népessége az elmúlt években az alábbi módon változott:
| Lakosok száma | 169  | 166  | 162  | 160  | 157  | 155  | 154  | 152  |
|               | 2013 | 2015 | 2017 | 2018 | 2019 | 2020 | 2021 | 2022 |